# Alchemax
La Corporación Alchemax, o simplemente Alchemax, es un conglomerado ficticio que aparece en los cómics estadounidenses publicados por Marvel Comics. La compañía generalmente se representa como parte del universo 2099. También hay una versión de Alchemax que existe en Tierra-616. Esto compite con Oscorp y Químicos Allen.

## Historial de publicación
La versión Tierra-928 de Alchemax apareció por primera vez en Spider-Man 2099 # 1 y fue creada por Peter David y Rick Leonardi.
La versión Tierra-616 de Alchemax apareció por primera vez en The Superior Spider-Man # 19 y fue creada por Dan Slott y Ryan Stegman.

## Historia ficticia de la compañía

### Tierra-928
Alchemax es una megacorporación que opera en el año 2099. Crea productos para prácticamente todas las necesidades de los consumidores, ha emprendido actividades normalmente consideradas sin fines de lucro e incluso ha fabricado una ciudad entera para que la mantenga exclusivamente la corporación. Alchemax tiene divisiones que afectan a casi todos los niveles de necesidades del consumidor, la sociedad y el gobierno. Sus productos van desde productos de consumo hasta armamento militar y viajes espaciales privados. Alchemax posee y opera un ojo público privatizado en el Departamento de Policía.
Alchemax también está detrás de otra fuerza policial llamada Corporación Eco.
La compañía, dirigida más tarde por Miguel O'Hara, se convierte en una fuerza guía para la reconstrucción de la Tierra después de múltiples cataclismos.

### Tierra-616
En la realidad de Tierra-616, Alchemax comenzó como la Compañía Allan, que era propiedad de Liz Allan. La Compañía Allan se convirtió en Alchemax cuando se fusionó con las acciones de Normie Osborn de Oscorp y las últimas propiedades restantes de Horizon Labs después de su destrucción.
Lightmaster ensambla una alineación más tradicional de los Maestros del Mal cuando él y la Brigada de Demolición chocan con el Superior Spider-Man (la mente del Doctor Octopus en el cuerpo de Spider-Man) y sus Seis Superiores mientras atacan a Alchemax para robarle tecnología durante un plan para chantajear a la ciudad de Nueva York por dinero.
Cuando Spider-Man derrotó al Rey Duende y lo desenmascaró como Norman Osborn, se reveló que Norman Osborn (bajo el disfraz de "Mason Banks") creó Alchemax para dejar un fuerte imperio para su nieto y establecer un imperio para el legado Osborn.
Alchemax más tarde compitió con Industrias Parker por un contrato para construir una nueva prisión de supervillanos. Para que Alchemax gane el contrato, Mark Raxton y Tiberius Stone alistan al Fantasma para ayudar a sabotear las Industrias Parker. Al final, cuando comenzó el evento All-New, All-Different Marvel, ambas compañías perdieron ese contrato con el Imperio Ilimitado de Regent, y la compañía también está detrás de la isla Ryker, rebautizada como The Cellar.
Alchemax (junto con Industrias Hammer y Roxxon) fue mencionado en una conversación entre Spider-Man y Antorcha Humana por haber intentado una vez hacer una oferta en el renovado Edificio Baxter solo para ser superado por Industrias Parker.
John Gritson, un graduado de la Escuela de Medicina de Harvard, fue contratado por Alchemax para trabajar como científico médico. Mientras trabajaba allí, trató de recrear una fórmula de actualización de súper inteligencia, similar a la utilizada por el rico industrial Norman Osborn. Sus descubrimientos finalmente lo hicieron ascender a Jefe Científico. Eventualmente, los líderes de Alchemax decidieron vender las nuevas fórmulas a las corporaciones científicas competidoras. Las ventas ganaron a Alchemax cientos de millones de dólares, lo que provocó que John fuera promovido de nuevo, esta vez a director científico. Fue aclamado como un héroe en comparación con su padre, Henry, quien también trabajó en Alchemax durante su fundación.
Alchemax tiene una división llamada Genéticos Alchemax que está bajo el liderazgo de Robert Chandler. Genéticos Alchemax más tarde logró crear varios clones de Laura Kinney, aunque las chicas no manifestaron su mutación. Cuando los clones Bellona, Gabby y Zelda escaparon y comenzaron a asesinar al personal de Alchemax, solicitaron su ayuda para detenerlos. A pesar de las garantías de Chandler de lo contrario, pronto se hizo evidente que Alchemax no era tan inocente en el conflicto como decían. Laura y sus "hermanas" pronto fueron atacadas por el jefe de seguridad de Genéticos Alchemax, el Capitán Mooney, quien intentó matar a las niñas. Cuando X-23 y Avispa fueron capaces de destruir los nanites que estaban dentro de las Hermanas, desencadenaron una señal que llevó al equipo de seguridad de Genéticos Alchemax a uno de los laboratorios de Hank Pym donde Zelda fue asesinado en el proceso. Antes de morir de sus heridas después de que X-23 sometiera al Capitán Mooney, Zelda le dijo a X-23 que pusiera fin a los experimentos de los experimentos de Genéticos Alchemax.

## Miembros personales

### Versión Tierra-928
- Avatarr: el segundo CEO de Alchemax.
- Miguel O'Hara: científico del Departamento de I + D que es el tercer director general de Alchemax.
- Halloween Jack / Jordan Boone: Un científico de Alchemax.
- John Gritson: Científico que intentó volver a producir el suero Duende Verde. El hijo mayor de Henry Gritson. En la actualidad es el director de Ciencia, como su padre de hace años.
- Paul Phillip-Ravage: Jefe del brazo anti-contaminación de Alchemax llamado Corporación Eco.
- Tyler Stone: Presidente de Alchemax, quien también era el jefe del departamento de I + D. Aparentemente fue asesinado cuando los invasores submarinos derritieron los casquetes polares. Más tarde apareció vivo y comenzó a ayudar a Spider-Man 2099 enviándolo a 2013-2015 para vigilar Alchemax. Luego también ayudó a Spider-Man 2099 y a los otros Spider-Men multiversales a encontrar una debilidad en los Herederos.

### Versión Tierra-616
- Liz Allan: La primera CEO y supuesta fundadora de Alchemax.
- Tiberius Stone: El ex CEO de Valistone que ha trabajado con Kingpin, Chapucero y la Nación Duende. Se revela que es el padre de Tyler Stone.
- Mason Banks: Un ejecutivo de Alchemax (y el verdadero fundador de la compañía) que en realidad era Norman Osborn disfrazado.
- Miguel O'Hara: cuando estuvo atrapado en el presente, Spider-Man 2099 tomó el alias de Michael O'Mara y se convirtió en el asistente de Tiberius Stone para vigilarlo.
- Mark Raxton: el ex hombre fundido que trabaja como miembro de la fuerza de seguridad de Alchemax.
- Henry Gritson (anteriormente): Director de Ciencia en Alchemax, anteriormente un científico de bajo nivel en Oscorp. Fue arrestado por usar ilegalmente dinero de la compañía para financiar varios experimentos científicos para Industrias Stark, en el que tenía un contrato secreto.
- Mac Gargan: un "consultor externo" contratado por Tiberius Stone como guardaespaldas privado y para cometer más acciones inescrupulosas mientras no está registrado.
- Robert Chandler: el director de Genéticas Alchemax, que participó en el proyecto para clonar a X-23, aunque se desconoce su posición exacta en la empresa. Su hijo fue blanco de asesinato por los clones escapados.
- Capitán Mooney: jefe de seguridad de Chandler en Genéticas Alchemax.

## Otras versiones

### Guerras Secretas (2015)
Durante la historia de Guerras Secretas, Alchemax se encuentra en el dominio Battleworld de 2099, que se basa en los restos de Tierra-23291. Alchemax fue fundada por Tyler Stone, que luego se convirtió en discapacitado y entregó la empresa a Miguel Stone. Además, Tyler Stone había recreado la versión 2099 de los Vengadores para trabajar para Alchemax.

### Tiempo-Tormenta 2009–2099
En la miniserie Tiempo-Tormenta 2009-2099, el alto mando de Alchemax se ve alterando severamente la línea de tiempo. Esto causa muchas alteraciones para la línea de tiempo 2099, como el hijo de Tyler Stone siendo genéticamente diferente del nacimiento.

## En otros medios

### Televisión
- Se vio una cartelera de Alchemax en el episodio de Ultimate Spider-Man: Web Warriors, "El Univers-Araña" Pt. 1. Fue uno de los carteles que se vieron cuando Spider-Man llegó al universo de Spider-Man 2099.
- Alchemax aparece en el episodio de Spider-Man "Cloak and Dagger".[15] Esta versión es una firma científica donde Tiberius Stone es el CEO. En el momento en que el Doctor Octopus en el cuerpo de Peter Parker se reinscribe en Midtown High School, conoce a Anna Maria Marconi, quien lo acorrala a su propuesta de patrocinio a Alchemax. Cuando Tiberius Stone y sus robots de seguridad se encuentran con Anna Maria y "Peter", Cloak y Dagger chocan con su reunión de propuesta de patrocinio, quien recapituló ante Tiberius que son sujetos 338 y 339 de los experimentos de Alchemax. "Peter" se convierte en Superior Spider-Man para luchar contra ellos mientras menciona su conocimiento de que Alchemax experimenta con la inocencia para su beneficio corporativo. Esto hizo que Anna Maria retirara la propuesta de patrocinio a Alchemax mientras huía de la pelea.

### Película
- Alchemax aparece en Spider-Man: Un nuevo universo. Esta versión es dirigida por Olivia Octavius y empleada / financiada por Kingpin. La compañía ayuda a desarrollar el Super Collider que abre el multiverso como parte de la trama de Kingpin para encontrar una versión alternativa de Vanessa Fisk y Richard Fisk que aún están vivos.

### Videojuegos
- Alchemax y algunos empleados parecen ser los principales antagonistas, mientras que los otros empleados, como los científicos, son aliados en los segmentos de 2099 de Spider-Man: Shattered Dimensions.
- Ambas versiones actuales y futuras Alchemax aparecen en Spider-Man: Edge of Time. El científico de Alchemax Walker Sloan (expresado por Val Kilmer) altera la historia para que Alchemax se funda en la década de 1970. Sin embargo, en el transcurso del juego, Spider-Man descubre que el CEO de Alchemax y el verdadero antagonista del juego es, de hecho, su ser futuro, Peter Parker 2099. Al parecer, Peter se convirtió en el CEO después de la muerte de Mary Jane Watson y la Tía May. Alchemax desarrolló un medicamento antienvejecimiento que limitó su envejecimiento, permitiendo a Peter conservar la apariencia de un hombre de mediana edad. Peter planeó usar el Portal del Tiempo para retroceder en el tiempo y borrar todos sus errores pasados y recrear el mundo a su imagen. Spider-Man 2099 lucha contra Peter con un traje de mela araña mientras Spider-Man lucha contra Atrocity (una fusión de Anti-Venom, Walker Sloan y Doctor Octopus). Después de empujar tanto a Atrocity como al CEO a través del Portal del Tiempo, lo destruye, acabando con la tormenta temporal y presuntamente asesinando al futuro Peter Parker, mientras que presumiblemente divide a Walker Sloan, Anti-Venom y Doctor Octopus en su ser original.
- Alchemax aparece en Lego Marvel Super Heroes 2.[16]
- En la versión móvil de The Amazing Spider-Man 2, el Queens Medical Center ofrece ayuda a los adictos a Rapture, una droga fabricada por Alchemax.
- Alchemax aparece en Marvel's Spider-Man.